# كلية فؤاد شهاب للقيادة والأركان
 كلية فؤاد شهاب للقيادة والأركان منشأة تابعة  للقوات المسلحة اللبنانية، وهي المدرسة العليا  للجيش اللبناني بالإضافة إلى الجيوش العربية الأخرى. أسست الكلية في عام  1974  مركزًا للتعليم العسكري العالي، وحملت اسم القائد الأعلى للجيش اللبناني السابق والرئيس اللبناني السابق فؤاد شهاب.

## الخلفية التاريخية
أسست الكلية في شهر أيلول من العام 1974 تحت مسمى مركز التعليم العسكري العالي  ومقرها في مقر القوات المسلحة اللبنانية في يرزة. وأعيد تسميتها في 24 كانون الثاني من العام 1980 لتصبح كلية التعليم العسكري العالي، ولكنها في 18 آب عام 1983 أصبحت كلية القيادة والأركان في مقرها في مدينة الريحانية.
وفي 10 تشرين الأول 2005، أضيف اسم الجنرال فؤاد شهاب إلى اسم الكلية تكريمًا له.

## رسالة الكلية
تعد الكلية ضباطًا من مختلف الأجهزة لممارسة القيادة على الوحدات التكتيكية أو اللوجستية أو الخدمات الإدارية، كما تعد الضباط من لأداء المهمات على جميع المستويات. علاوة على ذلك، تنظم الكلية دورات تدريبية لاكتساب المهارات، وتعمل على زيادة قدرة الضباط على أداء مهامهم بشكل أفضل من خلال تعميق معارفهم من خلال الدراسات والأبحاث. بالإضافة إلى ذلك، تقوم الكلية بإجراء الأبحاث لصالح قيادة الجيش في بعض المواضيع الاستراتيجية العسكرية التي قد تهم الدفاع الوطني.

## المسارات
يستغرق التدريب الأولي ثلاث سنوات في الأكاديمية العسكرية، وتبدأ الدورات التطبيقية في السنة الثالثة. وهناك بعض الضباط من يستكمل هذه الدورات في الخارج. يتم أخذ الدورات العليا بعد التدريب الأولي اعتمادًا على مسار كل فرد كالآتي:
1. مسار الكابتن: يشمل دورات تدريبية إلزامية لمدة 3 أشهر.
2. مسار قائد الكتيبة: تدريب إلزامي لمدة 4 أشهر في كلية فؤاد شهاب للقيادة والأركان.
3. مسار الأركان: مدته 11 شهر في كلية فؤاد شهاب للقيادة والأركان، ويتم الاختيار بناءً على الامتحان التنافسي.

## التطبيق العملي
توظف الكلية في دوراتها تقنية محاكاة ثلاثية الأبعاد، والتي كانت جاهزة رسميًا للاستخدام في عام 2006. تستخدم هذه التقنية لتدريب قادة الأركان في الوحدات الرئيسية والضباط المسجلين في دورات قائد الكتيبة والأركان في كلية فؤاد شهاب للقيادة والأركان على المهارات الميدانية وحتى مستوى قيادة اللواء. تعمل هذه التقنية من خلال إجراء محاكاة لمختلف الظروف القتالية التكتيكية المتغيرة وتجربتها على تقييم الوضع القتالي في ظل ضغوطات وظروف واقعية مختلفة مع مراعاة التطبيق العملي لنظريات وتقنيات معرفة الطاقم. بالإضافة إلى التدريب على اتخاذ القرارات وإعطاء الأوامر في الوقت المناسب وفي المكان المناسب للوحدات التي تحت القيادة.

## الشعار
يمثل كل رمز من رموز شعار الكلية نموذجًا مثاليًا لأفراد الجيش كالتالي:
- السيفان المتقاطعان: رمز قيادة الضابط.

- السعفتان : النشاط الأبدي والكرم.

- شجرة الأرز: رمز لبنان الذي في جميع الظروف يظل أخضر وفي المقدمة للأبد.

- الشعلة: رمز التضحية والشهيد.